# Прва лига Југославије у кошарци 1952.
Прва лига Југославије у кошарци 1952. је било 8. првенство СФРЈ у кошарци. Титулу је освојила Црвена звезда. Због тражења најпогоднијег система такмичења 1952. године је одржан турнир у Зрењанину са 4 екипе.

### Табела
|    | Тим               | Игр. | Поб. | Пор. | П+  | П-  | Бод |
| -- | ----------------- | ---- | ---- | ---- | --- | --- | --- |
| 1. | Црвена звезда     | 3    | 3    | 0    | 156 | 115 | 6   |
| 2. | Пролетер Зрењанин | 3    | 2    | 1    | 136 | 132 | 4   |
| 3. | Партизан          | 3    | 1    | 2    | 104 | 131 | 2   |
| 4. | Младост Загреб    | 3    | 0    | 3    | 137 | 155 | 0   |

| Првак Прве лиге Југославије 1952. |
| --------------------------------- |
| КК Црвена звезда 7. титула        |